# Scania N112
Scania N112 (до 1984 года Scania BR112) — серия коммерческих автобусов, выпускаемых компанией Scania AB в период с 1978 по 1987 год.

## История
В 1978 году компания Scania прекратила десятилетнее сотрудничество с бирмингемским производителем Metro Cammell Weymann (MCW), которое привело к созданию одноэтажного автобуса Metro-Scania и двухэтажного автобуса Metropolitan. Впоследствии MCW построила собственное шасси Metrobus в качестве замены Metropolitan, а в 1980 году Scania выпустила собственное шасси BR112DH.
Автобус BR112DH был доступен в двух вариантах длины, 9,5 м и 10,2 м, и приводился в действие 11-литровым двигателем DN11 (а позже двигателем DS11 с турбонаддувом), соединённым либо с трёхступенчатой коробкой передач Scania, либо с автоматической коробкой передач Voith.
В 1984 году BR112DH был переименован в N112DH (позднее в N112DRB) с теми же габаритами и трансмиссией. Он также был доступен в качестве шасси для сочленённых автобусов.
Наконец, в 1988 году на смену N112 пришёл N113.